# Turkmenistan na Mistrzostwach Świata w Lekkoatletyce 2013
Turkmenistan na Mistrzostwach Świata w Lekkoatletyce 2013 – reprezentacja Turkmenistanu podczas mistrzostw świata w Moskwie liczyła 1 zawodniczkę, która nie zdobyła medalu.

## Występy reprezentantów Turkmenistanu
| Konkurencja          | Zawodniczka    | Eliminacje | Eliminacje | Półfinał | Półfinał | Finał    | Finał   |
| Konkurencja          | Zawodniczka    | Rezultat   | Pozycja    | Rezultat | Pozycja  | Rezultat | Pozycja |
| -------------------- | -------------- | ---------- | ---------- | -------- | -------- | -------- | ------- |
| Bieg na 200 m kobiet | Ýelena Rýabowa | 24,61      | 47.        | NQ       | NQ       | NQ       | NQ      |